# Upton (Canada)
Upton is een gemeente (municipalité) in de Canadese provincie Québec. De stad is in 1865 gesticht en heeft 2014 inwoners (peildatum 2007). Naburige steden zijn Saint-Théodore d'Acton, Saint-Nazaire-d'Acton, Acton Vale en Saint-Liboire.

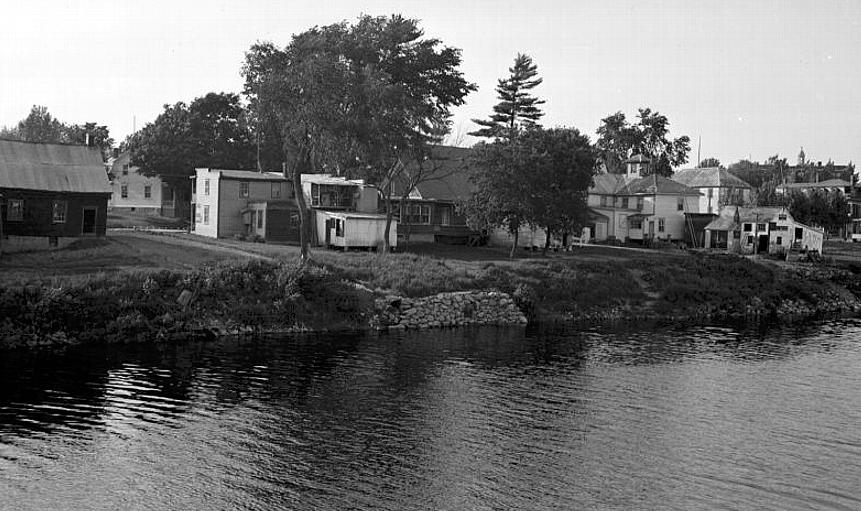
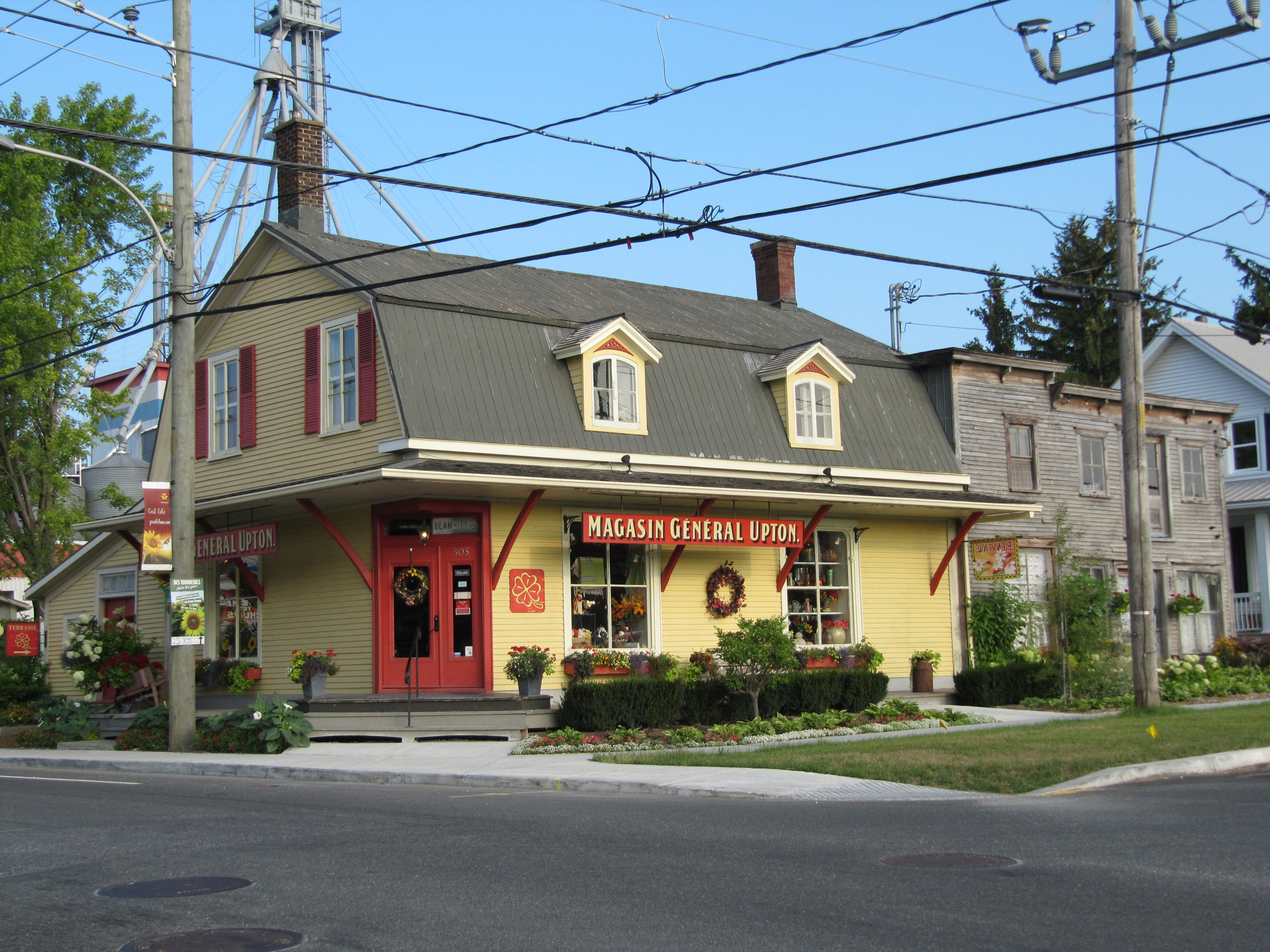
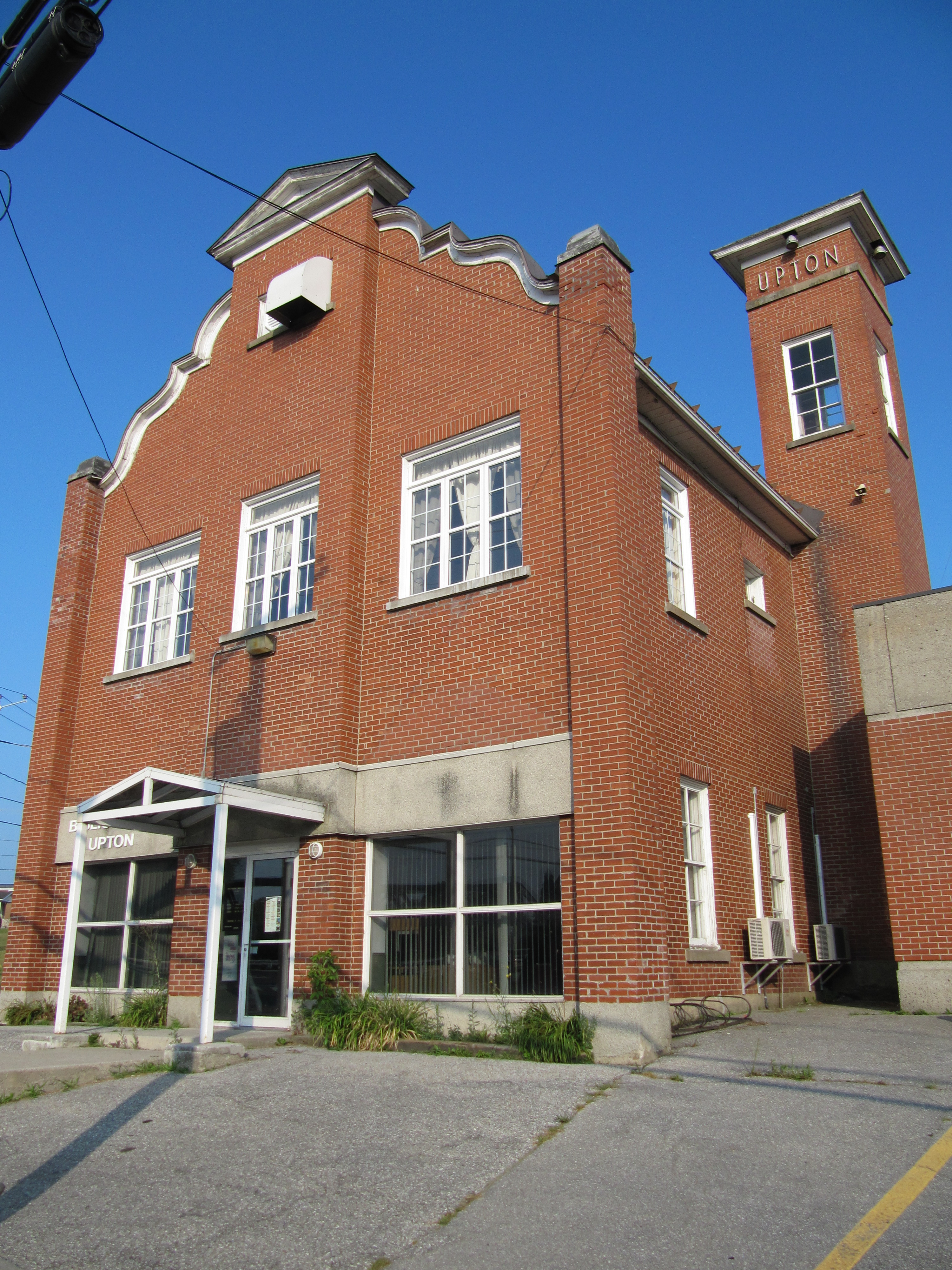
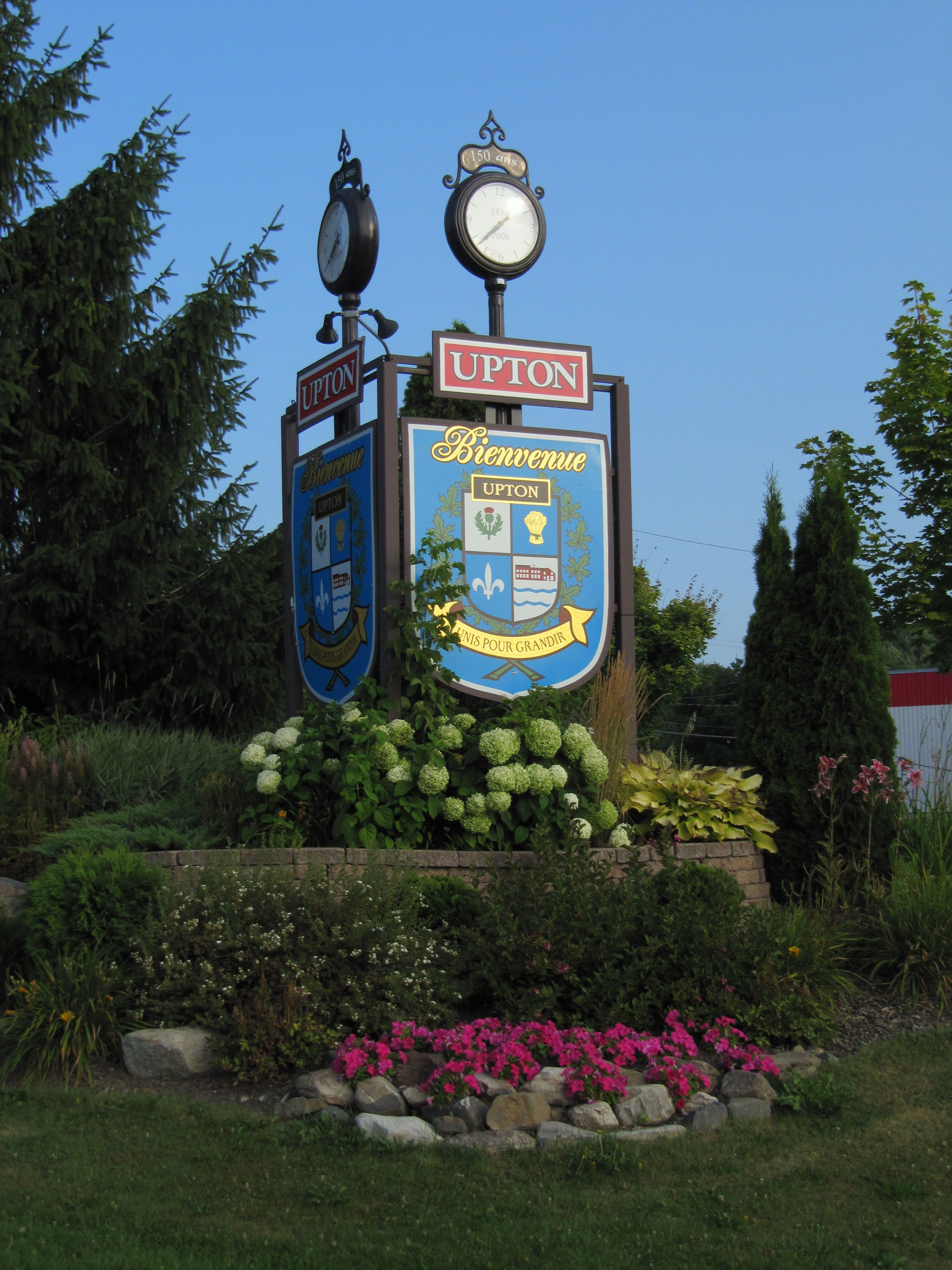